# Think different

Think different는 애플이 1997년에 로스앤젤레스 광고 대행사 TBWA\Chiat\Day 사무소에서 만든 광고 문구의 하나이다. 유명한 TV 광고, 인쇄 광고물, 수많은 애플 제품의 TV 프로모션에도 사용되었다. 그러나 2002년의 애플 스위치 광고 캠페인이 시작되면서 애플은 이 선전 문구의 사용을 중단하였다.

## 문법
"Think Different"라는 문구는 문법적으로 잘못된 데 대하여 비평을 받아왔다. "Think"는 동사이고 "different"(다른)이라는 형용사가 아닌 "differently"(다르게)라는 부사가 뒤에 와야 한다. 다만 메리엄-웹스터 온라인 사전에 따르면 1744년으로 되돌아가보면 "different"가 부사로 사용된 적이 있다.
애플 사에서는 다음과 같은 해명을 했다. Think different는 Think differently가 아니라 Think something different'의 줄임말이라는 것이다. 따라서 Think Different는 '다르게 생각하라' 가 아니고 '다른 것을 생각하라'라고 해석하는 것이 맞다.

## 광고 전문
아래의 최초 버전은 애플이 만든 포스터에서 사용되고 있으며, 실제 광고에서는 완전한 버전(Full version)이 사용되고 있다.
미친 이들(The Crazy Ones)
최초 버전(Original)
| “ | (번역문) 여기 미친 이들이 있습니다. 부적응자, 혁명가, 문제아 모두 사회에 부적격인 사람들입니다. 하지만 이들은 사물을 다르게 봅니다. 그들은 규칙을 좋아하지 않고 현상 유지도 원하지 않습니다. 그들을 찬양할 수도 있고, 그들과 동의하지 않을 수도 있으며, 그들을 찬미할 수도, 비방할 수도 있습니다. 하지만 할 수 없는 일이 딱 한 가지 있습니다. 결코 무시할 수 없다는 사실입니다. 그들은 뭔가를 바꿔왔기 때문입니다. 그들은 발명하고 상상하며 고치며 탐사하고 만들어내며 감화를 주고 인류를 진보시켰습니다. 아마도 그래서 미쳐야 했을지도 모릅니다. 그렇지 않으며 어떻게 빈 캔버스에서 예술을 발견할 수 있겠습니까? 혹은 조용히 앉아서 아무것도 작곡한 적 없는 노래를 들을 수 있겠습니까? 또는 붉은 행성을 바라보며 우주 정거장을 떠올릴 수 있겠습니까? 우리는 이런 이들을 위한 도구를 만듭니다. 다른 이들은 그들을 미쳤다고 말할지 모르나, 저희는 그들에게서 천재성을 봅니다. 미쳐야만 세상을 바꿀 수 있다고 생각하기 때문입니다. | ” |

완전한 버전(Full version)
| “ | (번역문) 여기 미친 이들이 있습니다. 부적응자, 혁명가, 문제아 모두 사회에 부적격인 사람들입니다. 하지만 이들은 사물을 다르게 봅니다. 그들은 규칙을 좋아하지 않고 현상 유지도 원하지 않습니다. 그들을 찬양할 수도 있고, 그들과 동의하지 않을 수도 있으며, 그들을 찬미할 수도, 비방할 수도 있습니다. 하지만 할 수 없는 일이 딱 한 가지 있습니다. 결코 무시할 수 없다는 사실입니다. 그들은 뭔가를 바꿔왔기 때문입니다. 그들은 인류를 진보시켰습니다. 다른 이들은 그들을 미쳤다고 말하지만, 저희는 그들에게서 천재성을 봅니다. 미쳐야만 세상을 바꿀 수 있다고 생각하기 때문입니다. | ” |

짧은 버전(Short version)
| “ | (번역문) 여기 미친 이들이 있습니다. 혁명가. 문제아. 하지만 이들은 사물을 다르게 봅니다. 다른 이들은 미쳤다고 말하지만, 저희는 그들에게서 천재성을 봅니다. 미쳐야만 세상을 바꿀 수 있다고 생각하기 때문입니다. | ” |

## 같이 보기
- 애플
- 애플의 슬로건 목록
- 광고
  - 1984 (광고)
  - Get a Mac
- 인물
  - 스티브 잡스